# Francesc
Francesc és un nom propi masculí d'origen italià. Francés n'és la forma emprada en valencià i tortosí. També es troba la variant Francisco, forma vinguda del castellà.
L'equivalent femení n'és Francesca. Hi ha la variant Francina, comuna a les Balears, i Francisca. També trobem la forma antiga Françoia.

## Hipocorístics
- Masculins[2]
  - Cesc
  - Cisco (prové de la forma Francisco)
  - Ciscó (prové de la forma Francisco)
  - Cisquet (prové de la forma Francisco)
  - Francès (comú en valencià i tortosí)
  - Francescó
  - Francesquet
  - Francí
  - Francisco
  - Franciscó (prové de la forma Francisco)
  - Francisquet (prové de la forma Francisco)
  - Paco (pres del castellà, com a hipocorístic de la forma castellana Francisco)
  - Quico
  - Quicus
  - Xec (comú a Menorca)
  - Xesc (comú a Mallorca i al Vallès)
  - Xico (comú en català oriental)
  - Xicó (comú en català oriental, variant de Xico)
  - Xicoi (comú en català oriental, variant de Xico)
  - Xicus
  - Xiquet (comú en català oriental, variant de Xico)
  - Xisco (prové de la forma Francisco)

- Femenins
  - Cesca
  - Cisca (comú a Menorca, prové de la forma Francisca)
  - Francescona
  - Francesqueta
  - Francisqueta (prové de la forma Francisca)
  - Francina (comú a les Balears)
  - Francineta (comú a les Balears, prové de la forma Francina)
  - Francinona (comú a les Balears, prové de la forma Francina)
  - Francinons (comú a les Balears, prové de la forma Francina)
  - Francinot (despectiu, comú a les Balears, prové de la forma Francina)
  - Francinota (despectiu, comú a les Balears, prové de la forma Francina)
  - Françoia (antic)
  - Paca (prové de la forma Francisca)
  - Quica (prové de la forma Francisca)
  - Sisca (prové de la forma Francisca)
  - Xeca
  - Xesca
  - Xisca (comú a Mallorca, prové de la forma Francisca)
  - Xisques (comú a Mallorca, prové de la forma Francisca)

## Variants en altres llengües
- alemany: Franz, Franziskus
- àrab: فرانسوا (Fransuwà)
- aragonès: Francho
- armeni: Franciskos
- bretó: Frañsez, Fañch, Fañchig, Soaig, Saig
- castellà: Francisco
- txec: František
- cors: Francescu
- eslovac: František
- eslovè: Frančišek
- esperanto: Francisko
- euskera: Pantzeska, Patxi
- anglès: Francis, Frank, Frankie
- italià: Francesco
- finlandès: Frans, Fransiscus
- francès: François
- grec: Frankiskos
- hongarès: Ferenc
- holandès: Frans, Franciscus
- letó: Francisks
- lituà: Pranciškus
- occità: Francés
- polonès: Franciszek
- galaico-portuguès: Francisco
- romanès: Francisc
- rus: Frants, Frantsisk
- sard: Franciscu
- serbocroata: Franjo, Frano, Frane
- suec: Frans,[3] Frank,[4] Franciskus[5]

## Santoral
- 4 d'octubre: Sant Francesc d'Assís. El van canonitzar el 16 de juliol del 1228.
- 2 d'abril: Sant Francesc de Paula. El 1513 el van beatificar i el 1519 el van canonitzar.
- 9 de març: Santa Francesca Romana. La van canonitzar el 9 de maig del 1608.
- 3 de desembre: Sant Francesc Xavier. El van canonitzar el 1622.
- 24 de gener: Sant Francesc de Sales. El van canonitzar el 19 d'abril del 1665.
- 3 d'octubre: Sant Francesc de Borja. El van canonitzar el 1671.
- 18 d'abril: Sant Francesc Solano. El van canonitzar el 27 de desembre del 1726.
- 4 de juny: Sant Francesc Caracciolo.
- 13 de novembre: Santa Francesca Xavier Carbini.
- 14 de juny: Sant Francesc Regis.

## Personatges coneguts
- Sant Francesc d'Assís, sant italià.
- Francesc de Borja Moll i Casasnovas, lingüista.
- Francesc Cambó i Batlle, polític i mecenes.
- Francesc Eiximenis, escriptor.
- Francesc Fàbregas, Cesc Fàbregas, futbolista.
- Francesc Macià i Llussà, polític.
- Joan Francesc Mira i Casterà, filòsof i escriptor.
- Francesc Pi i Margall.
- Francesc Sabaté Llopart, Quico Sabaté.
- Francesc Trabal i Benessat, escriptor.
- Francesc Vila i Rufas, Cesc.
- Francesco Borromini, arquitecte barroc.
- Francesco Sforza, duc de Milà.
- Francesco Petrarca, poeta.
- Francesco Totti, jugador de la selecció italiana de futbol.
- Francis Bacon, filòsof.
- Francis Drake, pirata anglès.
- Francis Ford Coppola, director de cinema estatunidenc.
- Francis Poulenc, compositor.
- Francisco de Quevedo, poeta.
- Francisco Goya, pintor.
- Francisco Pizarro, conqueridor del Perú.
- Francesc I, rei de França.
- François Mitterrand, president francès.
- Frank Zappa, músic estatunidenc.
- Frank Gehry, arquitecte.
- Frank Lloyd Wright, arquitecte.
- Frank Sinatra, cantant.
- Frank Capra, director de cine.
- Franz Kafka, escriptor txec.
- Franz Beckenbauer, jugador de la selecció alemanya de futbol.
- Franz Josef Karl von Habsburg, conegut com a Francesc Josep I; emperador d'Àustria-Hongria.
- Xesco Boix, cantant i precursor dels animadors per a la mainada.
- Francesc (Jorge Mario Bergoglio), 266è papa de Roma